# 古田亮
古田 亮（ふるた りょう、1964年 - ）は、日本の美術史学者、東京藝術大学大学美術館教授。専門は近代日本美術史。

## 来歴
東京都生まれ。1989年東京芸術大学美術学部芸術学科卒。1993年同大学院博士課程中退、東京国立博物館美術課絵画室研究員。1998年東京国立近代美術館勤務、2001年同主任研究官、2006年東京藝術大学大学美術館助教授、2007年准教授。2021年度より教授。
2004年琳派展、2006年「揺らぐ近代」展（2007年倫雅美術奨励賞）、2007年横山大観展などを担当。2010年『俵屋宗達』でサントリー学芸賞受賞。

## 著書
- 『狩野芳崖・高橋由一 日本画も西洋画も帰する処は同一の処』ミネルヴァ書房〈日本評伝選〉 2006
- 『俵屋宗達 琳派の祖の真実』平凡社新書 2010
- 『高橋由一 日本洋画の父』中央公論新社〈中公新書〉 2012
- 『美術「心」論 漱石に学ぶ鑑賞入門』平凡社 2012
- 『特講 漱石の美術世界』岩波書店〈岩波現代全書〉 2014
- 『視覚と心象の日本美術史』ミネルヴァ書房 2014
- 『日本画とは何だったのか 近代日本画史論』KADOKAWA〈角川選書〉 2018.1
  - 増補『近代日本画の歴史』角川ソフィア文庫 2024.10
- 『横山大観 近代と対峙した日本画の巨人』カラー版中公新書 2018.3

以下は共著・編著
- 『近代日本の画家たち 日本画・洋画美の競演』平凡社 別冊太陽 日本のこころ 2008
- 『もっと知りたい速水御舟 生涯と作品 アート・ビギナーズ・コレクション』東京美術 2009。鶴見香織・吉田春彦共著
- 『岡倉天心 近代美術の師』平凡社 別冊太陽 日本のこころ 2013
- 『もっと知りたい横山大観 生涯と作品 アート・ビギナーズ・コレクション』東京美術 2018。鶴見香織・勝山滋共著
- 編『教養の日本美術史』ミネルヴァ書房 2019
- 『日本画の所在 東アジアの視点から』勉誠出版 2020.3。北澤憲昭共編
- 『新訳 東洋の理想 岡倉天心の美術思想』平凡社 2022.6。訳・解説。芹生春奈 校注
- 編『列島の日本美術史　知られざる美の交錯』ミネルヴァ書房 2025.3
- 『もっと知りたい夏目漱石　文学と美術アート・ビギナーズ・コレクション』東京美術 2025.7。出口智之共著

## 論文
- CINII